# Dolany (Hluboká)

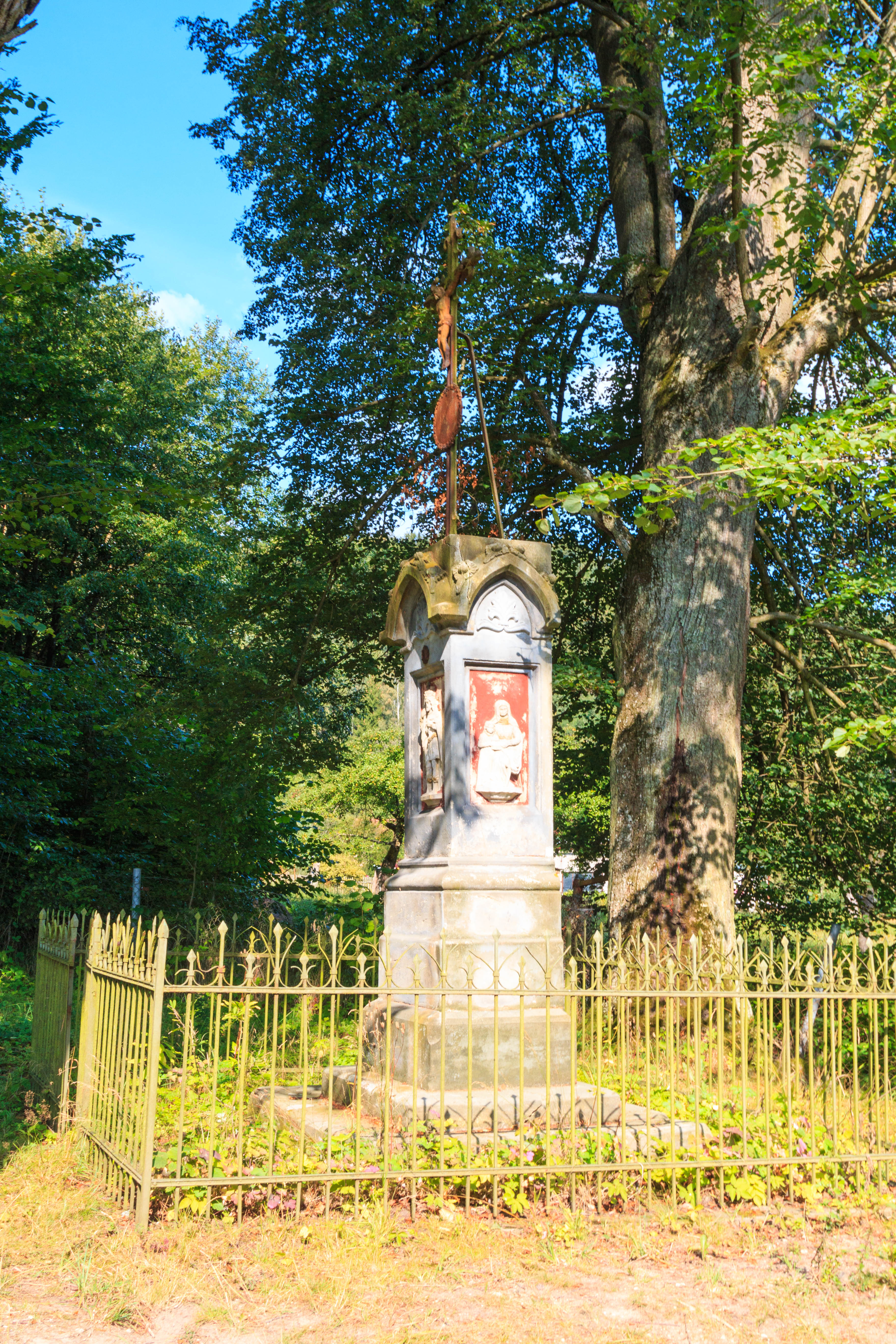
Kreuz

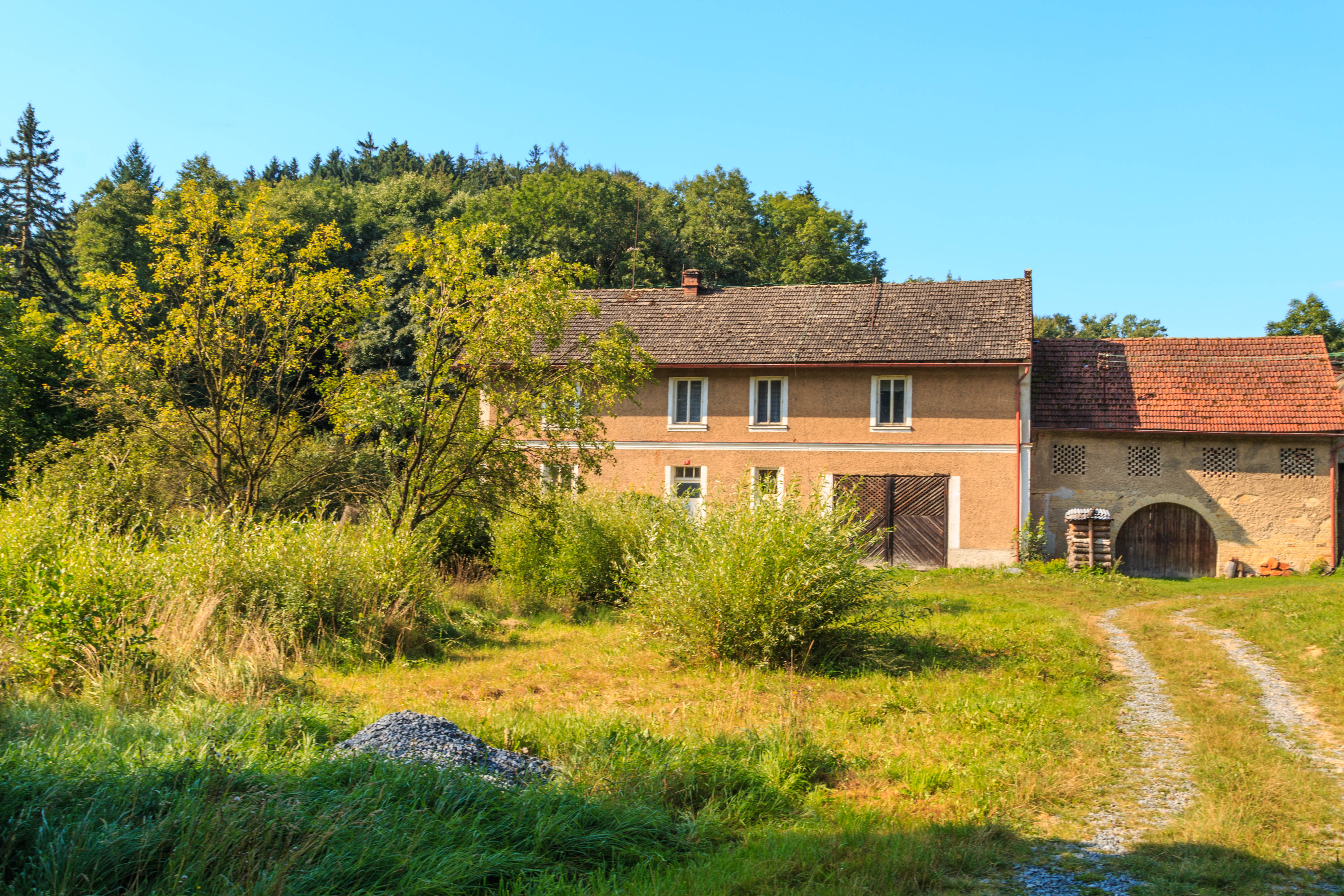
Dolany Nr. 1

Dolany (deutsch Dollan) ist ein Ortsteil der Gemeinde Hluboká in Tschechien. Er liegt sieben Kilometer südöstlich von Luže und gehört zum Okres Chrudim.

## Geographie
Dolany befindet sich in der Novohradská stupňovina (Neuschlosser Stufenland) am Rande des Naturparks Údolí Krounky a Novohradky. Der Weiler liegt am östlichen Fuße des Kozinec (419 m n.m.) an der Einmündung der Pivnice in die Novohradka. Dolany hat keine Straßenanbindung zu den anderen Orten der Gemeinde.
Nachbarorte sind Sobotka, Doubravice und Dvořiště im Norden, Leština und Podhořany u Nových Hradů im Nordosten, Dolanský Mlýn, Mokrá Lhota und Nové Hrady im Osten, Haberka, Dudychov und Bor u Skutče im Südosten, Zderaz, Obícka und Perálec im Süden, Březiny und Střítež im Südwesten, Zhoř, Zadní Borek und Lhota u Skutče im Westen sowie Brdo, Hlubočice, Chlum und Podchlum im Nordwesten.

## Geschichte
Die erste schriftliche Erwähnung von Dolany erfolgte im Jahre 1392.
Im Jahre 1835 bestand das im Chrudimer Kreis gelegene zerstreute Rustikaldorf Dollan aus 8 Häusern, in denen 45 Personen lebten. Dollan war dem Gericht Brdo zugeteilt. Pfarrort war Neuschloß. Bis zur Mitte des 19. Jahrhunderts blieb Dollan der Allodialherrschaft Richenburg untertänig.
Nach der Aufhebung der Patrimonialherrschaften bildete Dolany einen Ortsteil der Gemeinde Doly im Gerichtsbezirk Skutsch. Ab 1868 gehörte das Dorf zum politischen Bezirk Hohenmauth. 1869 hatte Dolany 104 Einwohner, 1890 waren es 47. Im Jahre 1949 wurde das Dorf nach Střítež umgemeindet. Seit 1961 gehört das Dorf zum Okres Chrudim. 1964 erfolgte die Eingemeindung nach Hluboká. 1970 lebten in dem Dorf 15 Menschen. Am 1. Januar 1989 wurde Dolany nach Skuteč eingemeindet; seit dem 31. August 1990 gehört das Dorf wieder zur Gemeinde Hluboká. Beim Zensus von 2001 bestand Dolany aus 7 Häusern, in denen 5 Personen lebten.

## Gemeindegliederung
Der Ortsteil Dolany gehört zum  Katastralbezirk Střítež u Skutče.

## Sehenswürdigkeiten
- Gusseisernes Kreuz
- Naturdenkmal Střítežská rokle
- Naturdenkmal Pivnice
- Sandsteinhöhle Maštale, sie diente den Bewohnern in Kriegszeiten als Zuflucht.